# Моція
Мо́ція (від лат. motio «рух») — експліцитна деривація іменників одного роду від основи другого роду, що називає особу чи істоту. Найчастіше має демаскулінний характер, як спосіб афіксального словотворення іменників-фемінативів зі значенням жіночої статі від іменників чоловічого роду суфіксальним (блондин-блондинка), рідше флексійним (кум-кума) способом. Процес словотворення називають мовируванням, мовацією (нім. Movierung), породжуючі суфікси іменують моваційними морфемами. Моцію визначають як модифікаційну ономасіологічну категорію, сутність якої полягає в тому, що до обсягу породжуючого поняття додається додаткова модифікаційна ознака. 
Виділяють два типи моції для утворення іменників: інтегральну, коли чоловіча назва цілком входить до складу жіночої назви (вчитель-вчителька), та суплетивну моцію (нім. suppletive Movierung), коли назва жіночого роду утворена від усіченої основи чоловічого роду (С. Бабич), або коли послідовність деривації не можна встановити  (наставник-наставниця). Також можливе розрізнення семантичних і словотвірних компонентів моції (Е. Барич). 
Найбільшу продуктивність в українській мові мають два суфіксальні типи: 1) з суфіксом -к-а (-анк-, -янк-, -енк-, -івк-): школярка, вакханка, смуглянка, француженка; 2) з суфіксом -иц- (-лиц, -ниц-, -чиц-, -шиц-): дослідниця, робітниця, продавщиця.
Малопродуктивими, такими, що вживаються переважно в просторіччі, виступають типи з суфіксами -их-а та -ш-а, котрими передають значення «дружина особи»: бондариха, купчиха, генеральша, а також -ух-а (-юх-а): шептун-шептуха. Характерною особливістю цієї групи слів є співіснування варіантів: вередійка-вередуха.
Найменшу продуктивність демонструють типи з суфіксами -ин-, -х-, -л-, -ад-, -ов- (-ев-), -ен-, -ун-: графиня, сваха, ткаля, попадя, братова, туркеня, красуня, хорошуля. А також із запозиченими суфіксами -ес-, -ис-: баронеса, стюардеса, директриса.
Для найменування жінок за родом занять та соціальним становищем у сучасній літературній мові під впливом офіційно-ділового стилю найчастіше використовують іменники чоловічого роду: академік, декан, директор, генерал. Наслідком є певна неузгодженість родових форм присудка чи означення. Внутрішньомовні та позамовні чинники в українській мові останнім часом активізують тенденцію до творення співвідносних слів жіночого роду: аспірантка, викладачка, діячка (докладніше див.: фемінітиви).
Деякі назви демонструють квазімоцію, тобто коли протиставлення чоловічого і жіночого роду є семантично асиметричним: машиніст-машиністка, друкар-друкарка, покойовий-покоївка.
Назви самок тварин найчастіше утворюються за допомогою суфіксів -иц-, рідше -к- та -их-: вовчиця, лисиця, голубка, чорногузка, бобриха, їжачиха. Співіснують варіанти: ведмедиця-ведмедиха, лебедиця-лебедиха. Існують також назви, що оформлені або тільки граматичним чоловічим родом (жайворонок, крокодил, лящ), або тільки жіночим (ластівка, лелека, муха, оса)
В українській мові трапляються лише поодинокі назви жіночого роду, не співвідносні з чоловічими (модистка, пряля), а також нечасті випадки творення іменників чоловічого роду від жіночого (вдова-вдівець, зозуля-зозуль, доярка-дояр, стриптизерка-стриптизер).
У різних мовах активність моції різна. Серед слов’янських найбільш низькою активність мовирування є в українській, польській та російській, тоді як у чеській мові моція виступає одним з центральних фактів. Моція надзвичайно продуктивна в німецькій (суфікс -in) та нідерландській, але незначна в англійській (actor-actress) та французькій мовах.